# Il ranch della violenza
Il ranch della violenza è un film del 1962 diretto da Arthur Hiller. Il film avrebbe dovuto essere l'episodio pilota della serie televisiva statunitense Empire della NBC, ma venne invece distribuito nelle sale cinematografiche.

## Trama
Paul Moreno è un cowboy accusato di avere violentato la figlia del proprietario del Garret Ranch, ma Jim Redigo, l'amministratore del ranch, riesce a farlo scagionare. In cambio Moreno lo aiuterà a risollevare le sorti finanziarie della tenuta.